# 593
| [ Edytuj tabelę ]          |                             |
| Cesarz Bizancjum           | - 582 Maurycjusz 602        |
| Cesarz Chin                | - 581 Sui Wendi 604         |
| Król Essexu                | - 587 Sledda 604            |
| Król Franków               | - 584 Chlotar II 629        |
| Król Franków w Austrazji   | - 570 Childebert II 595     |
| Cesarz Japonii             | - 592 Suiko 628             |
| Król Kentu                 | - 560 Ethelbert I 616       |
| Patriarcha Konstantynopola | - 582 Jan IV Postnik 595    |
| Władca Korei               | - 590 Yŏngyang 618          |
| Król Longobardów           | - 590 Agilulf 616           |
| Papież                     | - 590 Grzegorz I 604        |
| Król Persji                | - 590 Chosrow II Parwiz 628 |
| Król Wizygotów             | - 586 Rekkared I 601        |

Rok 593 / DXCIII
stulecia: V wiek ~
VI wiek ~
VII wiek

lata: 583 «
588 «
589 «
590 «
591 «
592 «
593
» 594
» 595
» 596
» 597
» 598
» 603

## Wydarzenia
- Europa
  - Sabinian został mianowany nuncjuszem apostolskim w Konstantynopolu

## Zmarli
- Guntram, król Burgundii. Childebert II, król Austrazji przejął jego królestwo.
- Dazu Huike (jap. Jinkō Eka) – drugi patriarcha buddyzmu zen, jeden z czterech uczniów Bodhidharmy (ur. 487)